# Кароте ди Сото (Бреша)
Кароте ди Сото је насеље у Италији у округу Бреша, региону Ломбардија.
Према процени из 2011. у насељу је живело 48 становника. Насеље се налази на надморској висини од 84 м.